# Gyeongsan
Gyeongsan ist eine Stadt in Südkorea mit 274.898 Einwohnern (Stand: 2019). Sie liegt in der Provinz Gyeongsangbuk-do im Osten des Landes.
Die Stadt grenzt im Westen an die Millionenstadt Daegu und die Daegu University liegt in Gyeongsan und nicht in Daegu selbst. Daneben befinden sich noch elf andere Universitäten in der Stadt, wie die Yeungnam University und die Catholic University of Daegu.
Gyeongsan liegt am Expressway 1, der Busan mit Seoul verbindet. 
Die Stadt war der Austragungsort der 38. Internationalen Chemieolympiade vom 2. Juli 2006 bis zum 11. Juli 2006.

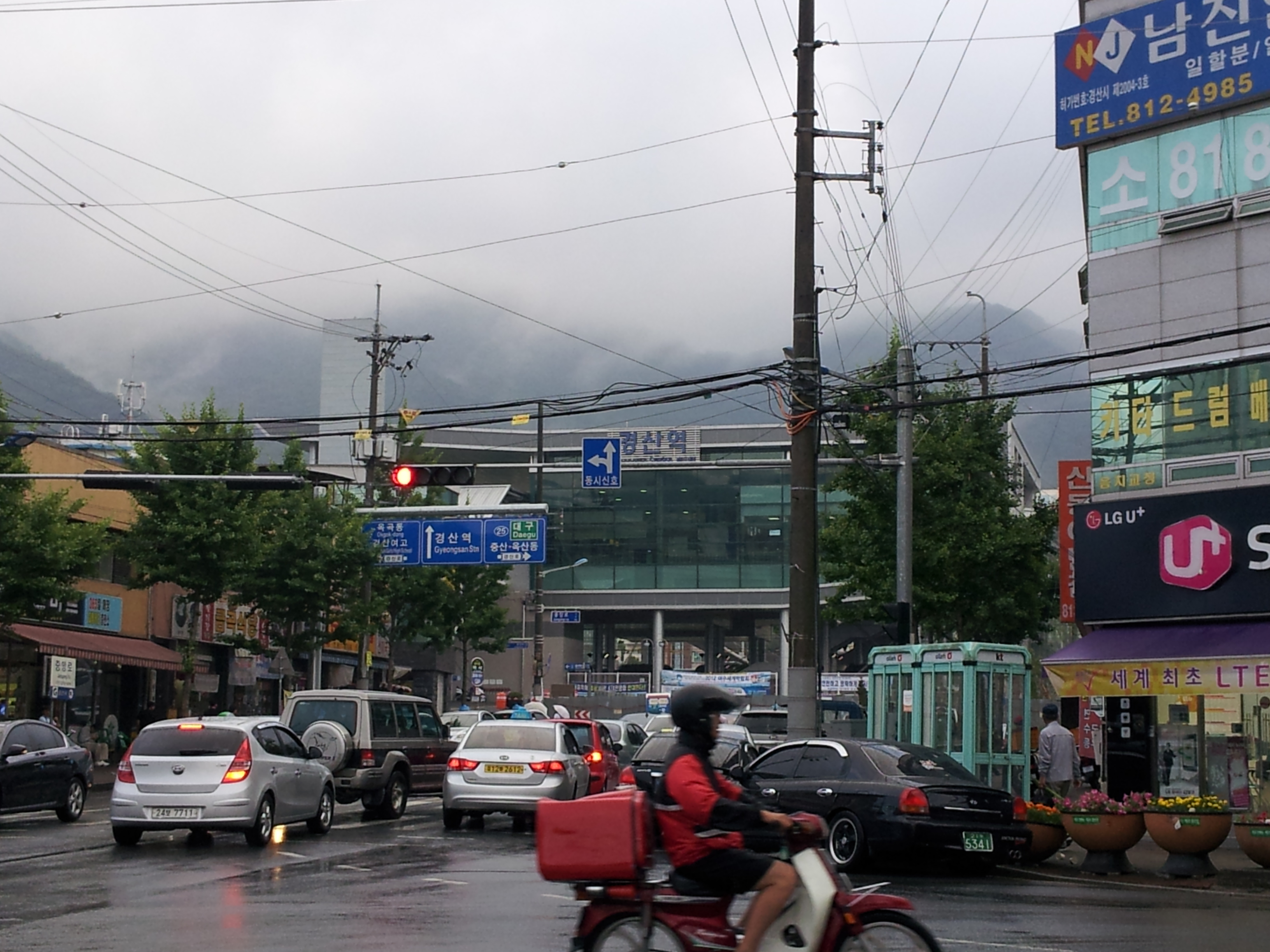
Im Bereich des Bahnhofs von Gyeongsan.
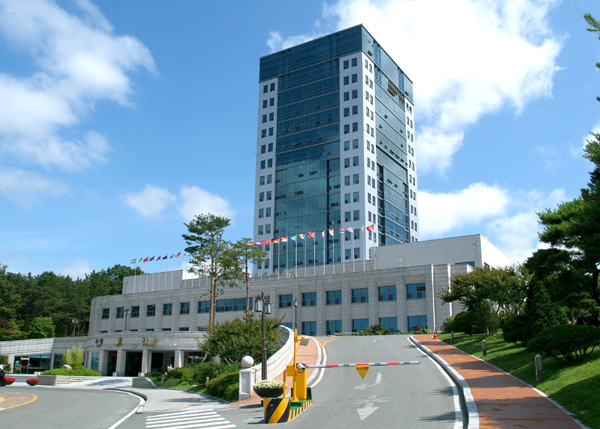
Seongsan Halle der Daegu University

## Städtepartnerschaften
Gyeongsan hat vier Schwesterstädte, worunter auch ein südkoreanischer Stadtteil und ein Landkreis ist:
- Jōyō, Japan (1991)
- Jiaonan, Volksrepublik China (1996)
- Gangdong-gu (Seoul), Südkorea (1996)
- Sinan-gun, Südkorea (1998)

Daneben bestehen Stadtfreundschaften mit fünf anderen Städten:
- Shengzhou, Volksrepublik China (2000)
- San Bernardino, Vereinigte Staaten (2001)
- Hangzhou, Volksrepublik China (2001)
- Zalantun, Volksrepublik China (2005)
- Yinchuan, Volksrepublik China (2007)